# Бэлгунуты
Бэлгуну́ты, бэлгэну́ты, бельгуно́ты (монг. Бэлгүнүд, Бэлгэнүд) — одно из племён средневековых коренных монголов. В настоящее время этническая группа в составе южных монголов.

## Происхождение
Согласно «Сокровенному сказанию монголов», происхождение бэлгунутов (бельгунотов) следующее:
- Борте-Чино, родившийся по изволению Вышнего Неба. Супругой его была Гоа-Марал, потомком их был Бата-Чиган.
- Сын Бата-Чигана — Тамача.
- Сын Тамачи — Хоричар-Мерген.
- Сын Хоричар-Мергана — Аучжам-Бороул.
- Сын Аучжам-Бороула — Сали-Хачау.
- Сын Сали-Хачау — Еке-Нидун.
- Сын Еке-Нидуна — Сим-Сочи.
- Сын Сим-Сочи — Харчу.
- Сын Харчу — Борчжигидай-Мерген — был женат на Монголчжин-гоа.
- Сын Борчжигидай-Мергена — Тороголчжин-Баян — был женат на Борохчин-гоа.
- Сыновья Тороголчжина: Дува-Сохор и Добун-Мерген.
- Добун-Мерган женился на Алан-гоа, дочери Хори-Туматского Хорилартай-Мергана, родившейся в Арих-усуне. Войдя в дом к Добун-Мергану, Алан-гоа родила двух сыновей.
  - То были Бугунотай и Бельгунотай.
- После смерти Добун-Мергана, Алан-гоа, будучи безмужней, родила трех сыновей от Маалиха Баяудайца.
  - То были: Бугу-Хадаги, Бухату-Салчжи и Бодончар-простак.
- Бельгунотай стал родоначальником племени Бельгунот.
- Бугунотай стал родоначальником племени Бугунот.
- Бугу-Хатаги стал родоначальником племени Хатаги.
- Бухуту-Салчжи стал родоначальником племени Салчжиут.
- Бодончар стал родоначальником поколения Борчжигин, от которого произошел Чингисхан.

## Современность
В настоящее время носители родовых имен бэлгунуд, бэлгэнуд проживают в составе южных монголов на территории Внутренней Монголии. Род бэлжудэй (бэлгэнудэй) известен в составе оннигутов, проживающих на территории хошуна Оннюд-Ци. Ранее род бэлжудэй (бэлгэнудэй) был в числе племен под управлением потомков Хачиуна, брата Чингисхана.